# T.J. Thyne
T.J. Thyne (Boston, Massachusetts, 7 de marzo de 1975) es el nombre artístico de Thomas Joseph Thyne, un actor estadounidense. Es conocido por interpretar al Dr. Jack Hodgins, de la serie Bones. Además ha interpretado otros papeles en televisión, como el de Jason Girard en 24, y ha trabajado en algunas películas entre las que se destaca Erin Brockovich.

## Trayectoria
Desde muy joven participó en varios papeles principales en producciones teatrales, incluyendo Van Gogh, una producción de off-Broadway montada en la Compañía de Teatro Mint de Nueva York. Estudió actuación con maestros de todo Estados Unidos y la Columbia Británica. Se graduó en la Escuela de Teatro de la Universidad de Carolina del Sur, en la que estudió actuación durante cuatro años antes de presentarse en audiciones.
Posteriormente iba a participar como actor invitado en series televisivas como Friends, Cold Case, Boston Legal, Nip/Tuck, CSI: Nueva York,Charmed, CSI: Crime Scene Investigation, Navy: Investigación Criminal, Angel, Huff, The O.C. y 24. En 2005, empezó a actuar en la serie Bones.
En el cine, Thyne hizo el papel de Stu Lou Who en El Grinch, con Jim Carrey; de joven abogado, David Foil, en Erin Brockovich, con Julia Roberts; Gerald en How High con Method Man y Redman; y participó en Something's Gotta Give, What Women Want, Ed TV y Ghost World. 

## Filmografía

### Películas
- Shuffle - Lovell Milo (2011)
- Ball Don't Lie - Skinny
- The Pardon - Padre Richard
- Validation (2007)[6]
- Validation - Hugh Newman (2007)
- Getting Played (2005)
- Raise Your Voice - Emcee (2004)
- Rent-a-Person (2004)
- Something's Gotta Give (2003)
- Exposed (2003)
- Timecop 2: The Berlin Decision (2003)
- How High - Gerald (2001)
- Ghost World - Todd (2001)
- Heartbreakers (2001, sin acreditar)
- What Women Want (2000)
- El Grinch - Stu Lou Who (2000)
- The Adventures of Rocky and Bullwinkle (2000, sin acreditar)
- Preston Tyke aka Bad Seed (2000)
- Erin Brockovich - David Foil (2000)
- The Sky is Falling (2000)
- I Am on Film - Sidney Mishkin (2000)
- Critical Mass - Karl Wendt (2000)
- Love Her Madly - Dills (2000)
- Scriptfellas - Jeffy (1999)
- Ed TV (1999)
- The Darwin Conspiracy - Dean (1999, película de TV)
- Kilroy - Justin (1999)

### Televisión
- The Rookie - Warren Edwards - (Temporada 4 cap. 5, 2021)
- Grey's Anatomy - Aron Morris (Temporada 17 cap. 1 y 2, 2020)
- Law & Order: Special Victims Unit - Dr. Joshua Hensley (Temporada 20 cap. 19)
- The Finder - Dr. Jack Hodgins (1 episodio, 2012)
- Bones - Dr. Jack Hodgins (246 episodios, 2005-2017)
- 24 - Jason Girard (1 episodio, 2005)
- The O.C. - Larry Bernstein (1 episodio, 2005)
- My Wife and Kids - Bodhi (2 episodios, 2004–2005)
- CSI: NY - Ron Lathem (1 episodio, 2005)
- Huff - Neil (3 episodios, 2004–2005)
- Boston Legal - Mark Shrum (1 episodio, 2004)
- Charmed - Danny (1 episodio, 2004)
- Without a Trace - Duncan (1 episodio, 2004)
- Jack & Bobby - Todd (1 episodio, 2004)
- Nip/Tuck (1 episodio, 2004)
- Cold Case - Neil (3 episodios, 2004–2005)
- CSI: Crime Scene Investigation (1 episodio, 2004)
- NCIS - Carl (1 episodio, 2004)
- Angel - Lawyer (3 episodios, 2003–2004)
- Cold Case - Kip Crowley (1 episodio, 2003)
- Good Morning, Miami - Trevor (1 episodio, 2003)
- Half & Half - Casey (1 episodio, 2003)
- Grounded for Life (1 episodio, 2003)
- MD's - I.T. Guy (1 episodio, 2002)
- Dharma & Greg - Jerry (2 episodios, 1998, 2002)
- That '80s Show - Frank (1 episodio, 2002)
- The Tick - Kevin (1 episode, 2001)
- Titus - Brian (1 episodio, 2000)
- Just Shoot Me! - Jarod (1 episodio, 2000)
- Walker, Texas Ranger - Wallace Slausen (4 episodios, 2000)
- The Parkers (1 episodio, 2000)
- Early Edition - Leonard Culver (1 episodio, 2000)
- Rude Awakening (1 episodio, 1999)
- G vs E - Todd Charleston (1 episodio, 1999)
- Becker - Sr. Messinger (1 episodio, 1999)
- It's Like, You Know (1 episodio, 1999)
- Jesse - Seth (1 episodio, 1999)
- Kenan & Kel (1 episodio, 1999)
- Friends - Dr. Oberman (1 episodio, 1998)
- The Wayans Brothers - Steve (1 episodio, 1998)
- Party of Five (1 episodio, 1998)
- Home Improvement - Todd (1 episodio, 1998)